# Barbara Tesar
Barbara Tesar (* 2. März 1982 in Graz) ist eine ehemalige österreichische Triathletin die heute als Unternehmerin, Moderatorin und Sprecherin tätig ist.

## Werdegang
Barbara Tesar war einige Jahre im Radsport aktiv und wechselte dann zum Triathlon.

Den ersten Ironman (3,86 km Schwimmen, 180,2 km Radfahren und 42,195 km Laufen) konnte sie 2002 im Alter von 20 Jahren beenden und im Oktober 2003 startete sie erstmals beim Ironman Hawaii (Ironman World Championships). 2007 qualifizierte sie sich beim Ironman 70.3 Austria in St. Pölten auf der Triathlon-Mitteldistanz (1,9 km Schwimmen, 90 km Radfahren und 21,1 km Laufen) für die Ironman 70.3 World Championships in Clearwater, wo sie den 25. Rang belegte.
Von 2007 bis 2009 arbeitete sie als freiberufliche Redakteurin.

### Profi-Triathletin seit 2009
Barbara Tesar war von 2009 bis 2012 als Profi-Athletin aktiv und startete für die Union TriDevils Graz. Ihre Spitznamen sind Barbie oder Ironbarbie. Bei ihrem ersten Start als Profi-Triathletin erzielte sie 2009 in Zürich beim Ironman Switzerland den neunten Rang.
Im Juli 2010 erreichte sie beim Ironman Austria in Klagenfurt den sechsten Rang. Damit qualifizierte sie sich für einen Startplatz beim Ironman Hawaii (Ironman World Championships), wo sie das Rennen allerdings nicht beendete. 2010 erreichte sie zudem den dritten Rang bei der österreichischen Meisterschaft im Einzelzeitfahren.
Auch ihre beiden älteren Brüder  waren aktive Triathleten und Barbara wurde von ihrem Bruder Bernd trainiert. 2013 zog sie sich bei einem Trainingssturz einen Kahnbeinbruch zu und erklärte später ihre aktive Karriere für beendet. Im August 2021 startete die damals 39-Jährige bei der Erstaustragung des Ironman 70.3 Graz und belegte den fünften Rang.
Heute lebt Barbara Tesar in Kumberg (bei Graz), in Wien und Porec (Kroatien). Sie ist seit 2006 als Unternehmerin und Reiseveranstalterin von Radsportreisen in Istrien tätig. sowie seit 2020 als Event-Moderatorin, TV-Kommentatorin und -Expertin sowie als Sprecherin.

## Sportliche Erfolge
| Datum/Jahr    | Rang | Wettbewerb                       | Austragungsort | Zeit     | Bemerkung |
| ------------- | ---- | -------------------------------- | -------------- | -------- | --- |
| 15. Aug. 2021 | 5    | Ironman 70.3 Graz                | Graz           | 04:38:04 | Erstaustragung |
| 12. Juni 2011 | 6    | 5150 Klagenfurt                  | Klagenfurt     | 02:28:43 | |
| 8. Aug. 2010  | 3    | Trumer Triathlon                 | Obertrum       | 04:54:06 | Dritte auf der Mitteldistanz (2,1 km Schwimmen, 120 km Radfahren und 20,1 km Laufen) – hinter Eva Maria Dollinger und Monika Stadlmann |
| 2010          | 1    | Apfelland-Triathlon              | Stubenbergsee  |          | Siegerin auf der olympischen Distanz                                                                                                   |
| 2010          | 1    | X-trim Triathlon                 | Osterreich     | 02:12:00 | Siegerin auf der olympischen Distanz                                                                                                   |
| 29. Aug. 2009 | 3    | Austria-Triathlon                | Podersdorf     |          | Dritte auf der Mitteldistanz hinter der Siegerin Yvonne Rüger-Krömker und der Ungarin Amelita Sved                                     |
| 8. Aug. 2009  | 4    | Waldviertler Eisenmann Triathlon | Litschau       | 05:09:00 | 2,3 km Schwimmen, 84 km Radfahren und 21 km Laufen                                                                                     |
| 5. Juli 2008  | 2    | Hamburg Cityman                  | Hamburg        | 01:15:37 | auf der Sprintdistanz |
| 2008          | 2    | Austria-Triathlon                | Podersdorf     |          | Zweite auf der Mitteldistanz hinter Nicole Leder                                                                                       |
| 2007          | 25   | Ironman 70.3 World Championship  | Florida        |          | |
| 2007          |      | Ironman 70.3 Austria             | St. Pölten     |          | 3. Rang W25 und damit Qualifikation für die Ironman 70.3 World Championship in Clearwater (Florida)                                    |

| Datum/Jahr    | Rang | Wettbewerb          | Austragungsort | Zeit     | Bemerkung                                                                                            |
| ------------- | ---- | ------------------- | -------------- | -------- | --- |
| 15. Juli 2012 | 6    | Ironman Switzerland | Zürich         | 09:58:26 | |
| 3. Juli 2011  | DNF  | Ironman Austria     | Klagenfurt     | –        | beim 14. Start auf der Langdistanz Rennabbruch auf der Laufstrecke                                   |
| 9. Okt. 2010  | DNF  | Ironman Hawaii      | Hawaii         | –        | krankheitsbedingter Rennabbruch auf der Radstrecke                                                   |
| 4. Juli 2010  | 6    | Ironman Austria     | Klagenfurt     | 09:43:27 | hinter der Siegerin Eva Maria Dollinger – mit der schnellsten Radzeit des Rennens in 4:55:59 Stunden |
| 12. Juli 2009 | 9    | Ironman Switzerland | Zürich         |          | |
| 11. Okt. 2008 |      | Ironman Hawaii      | Hawaii         | 10:42:26 | 4. Rang in der Klasse W25–29                                                                         |
| 13. Juli 2008 | 12   | Ironman Austria     | Klagenfurt     | 09:45:55 | erster Rang W25–29                                                                                   |
| 21. Okt. 2006 |      | Ironman Hawaii      | Hawaii         |          | Barbara Tesar finisht mit ihren beiden Brüdern Bernd und Stefan als erstes Geschwistertrio           |
| 16. Juli 2006 | 18   | Ironman Austria     | Klagenfurt     | 10:20:18 | |
| 15. Okt. 2005 |      | Ironman Hawaii      | Hawaii         | 11:07    | Sechste in der Klasse W18–24                                                                         |
| 18. Okt. 2003 |      | Ironman Hawaii      | Hawaii         |          | erster Start bei der WM – mit 21 Jahren                                                              |
| 6. Juli 2003  |      | Ironman Austria     | Klagenfurt     | 09:18:50 | erster Rang in der Klasse W18–24                                                                     |
| 7. Juli 2002  | 24   | Ironman Austria     | Klagenfurt     | 10:46:18 | |

(DNF – Did Not Finish)